# Horus
Horus là vị thần cổ đại quan trọng nhất trong Thần thoại Ai Cập. Ông được tôn thờ từ ít nhất cuối thời tiền sử Ai Cập cho đến thời Ai Cập thuộc Hy Lạp và Ai Cập thuộc La Mã. Các hình dáng khác nhau của Horus được ghi lại trong lịch sử và những hình dáng này được xem như là các vị thần riêng biệt bởi các nhà Ai Cập học. Những hình dạng khác nhau này có thể có nhận thức khác nhau của cùng một vị thần nhiều tầng lớp trong đó các tính cách nào đó hoặc các mối quan hệ tổng hợp được nhấn mạnh, không nhất thiết phải đối lập nhưng bổ sung cho nhau, phù hợp với cách người Ai Cập cổ đại nhìn về nhiều khía cạnh của thực tại. Horus thường được miêu tả như một con chim cắt, hoặc như một người đàn ông với một cái đầu chim cắt.
Hình thức được ghi lại sớm nhất của Horus là vị thần bảo hộ của Nekhen ở Thượng Ai Cập, là vị thần đầu tiên của Ai Cập được biết đến, đặc biệt liên quan đến các vị vua, trải qua thời gian được xem là một biểu hiện của Horus trong cuộc sống và Osiris trong cái chết. Các mối quan hệ trong gia đình thường gặp nhất mô tả Horus: là con trai của Isis và Osiris, và ông ta đóng một vai trò quan trọng trong huyền thoại của Osiris, là người thừa kế Osiris và là đối thủ của thần Set - kẻ giết Osiris. Trong truyền thống khác, Hathor được xem như là mẹ của ông và đôi khi là vợ của ông. Horus có nhiều chức năng, đáng chú ý nhất là một vị thần của bầu trời, chiến tranh và săn bắn.

## Thay đổi theo thời gian
Trong thời kỳ đầu lịch sử Ai Cập, Horus là anh em trai của Isis, Osiris, Set và Nephthys. Khi các giáo phái khác nhau hình thành, ông trở thành con trai của Isis và Osiris. Isis vẫn còn là chị em gái của Osiris, Set và Nephthys.

## Truyền thuyết ban đầu

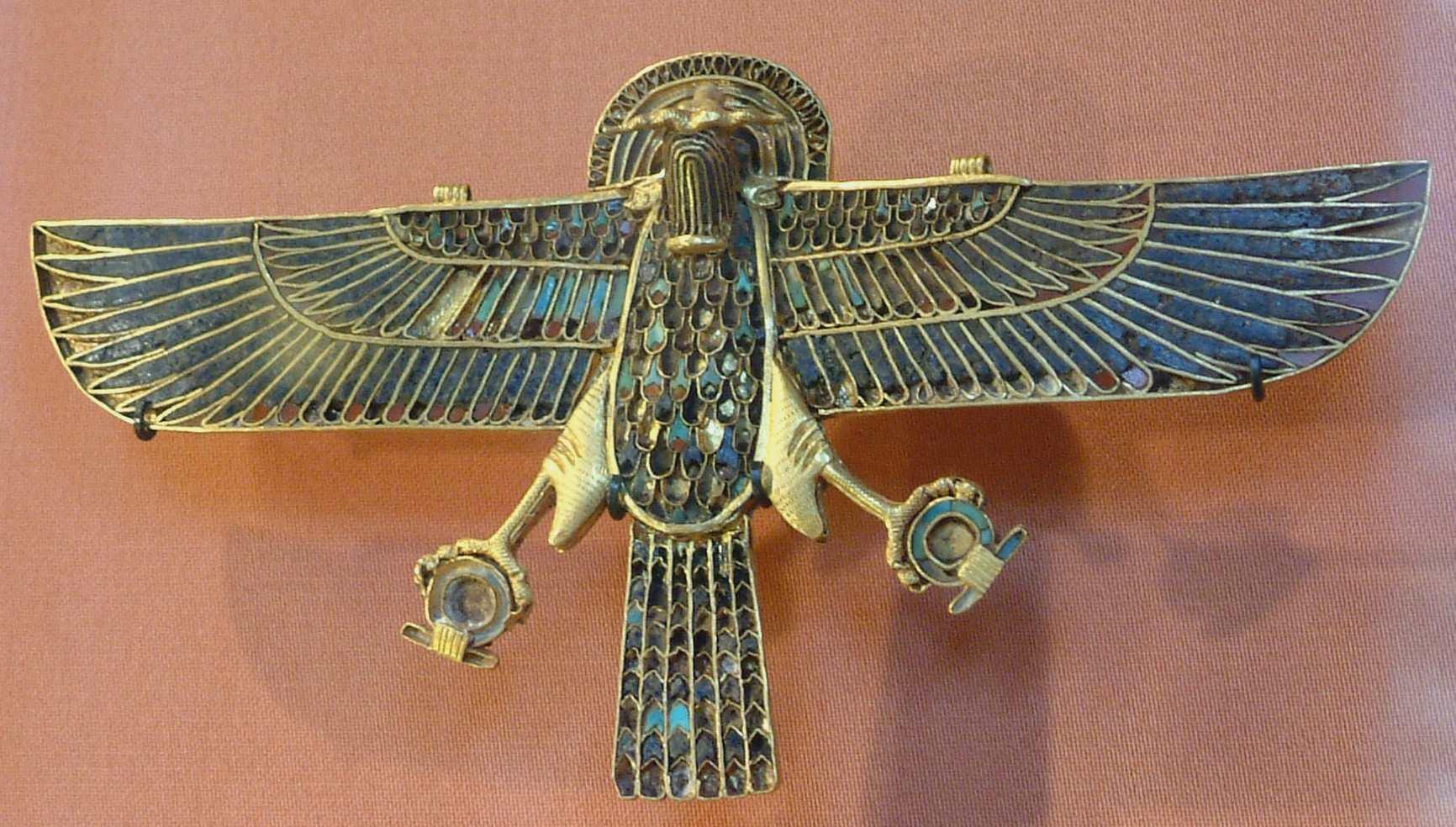
Horus, Louvre, và vòng Shen

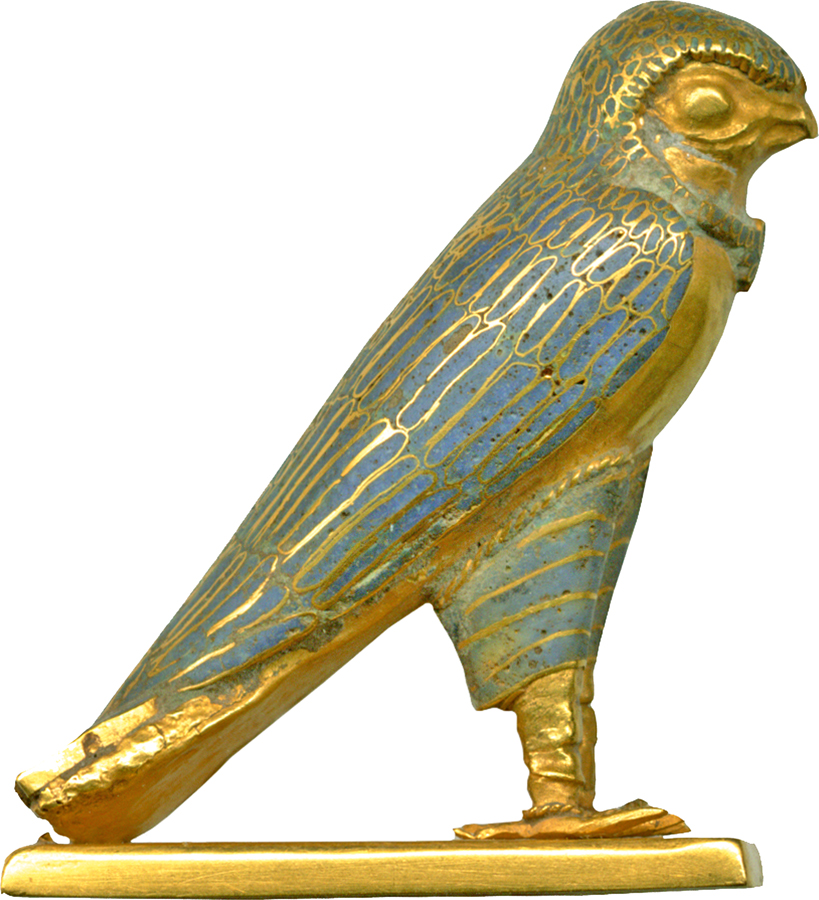
Tượng chim cắt Horus, giữa khoảng 300 và 250 BC (Greco-Roman). Bảo tàng viện The Walters Art.

Horus được nữ thần Isis sinh ra sau khi bà lấy lại được tất cả các bộ phận cơ thể bị chặt đứt của người chồng bị sát hại, Osiris, ngoại trừ dương vật của ông, mà bị ném xuống sông Nile và bị một con cá trê, hoặc đôi được cho là bị một con cua ăn mất, và theo tường thuật của Plutarch đã sử dụng sức mạnh ma thuật của mình để hồi sinh Osiris và gắn vào một dương vật bằng vàng  để thụ thai con trai của mình (Theo giải thích cũ của Ai Cập, dương vật của Osiris vẫn còn).
Khi Isis biết bà mang thai Horus, cô chạy trốn đến vùng đầm lầy đồng bằng sông Nile để ẩn nấu từ người anh trai Set, người vì ghen đã giết Osiris và cũng là người bà ta biết muốn giết con trai của mình. Ở đó Isis sanh ra người con trai thần thánh, Horus.

## Vai trò trong huyền thoại

### Xung đột giữa Horus và Seth

Seth

Horus được mẹ của mình, Isis, cho biết, hãy bảo vệ người dân Ai Cập từ Seth, thần sa mạc, người đã giết cha Horus, Osiris. Horus có nhiều trận chiến chống lại Seth, không chỉ để trả thù cho cha mình, nhưng để lựa chọn người cai trị chính đáng cho Ai Cập. Trong các cuộc chiến này, Horus đã được liên kết với Hạ Ai Cập, và trở thành người bảo trợ nó.
Theo câu chuyện huyền thoại The Contendings of Horus and Seth, Seth đang được miêu tả như cố gắng chứng tỏ sự thống trị của mình bằng cách dụ dỗ Horus và sau đó có quan hệ tình dục với anh ta (Nhưng theo một số truyền thuyết khác thì Horus có quan hệ mập mờ với Seth, cả hai được cho là qua lại bí mật với nhau như tình nhân đằng sau mối thù cạnh tranh). Tuy nhiên, Horus đặt bàn tay giữa hai đùi của mình và chặn tinh dịch của Seth, rồi sau đó ném nó xuống sông để người ta không nói được là ông đã được thụ tinh bởi Set. Horus sau đó cố ý lan truyền tinh dịch của mình trên một số rau diếp, mà là món ăn ưa thích của Seth. Sau Seth ăn rau diếp, họ đi đến các vị thần để cố gắng giải quyết các tranh chấp về việc cai trị Ai Cập. Các vị thần đầu tiên nghe Seth tuyên bố về sự thống trị đối với Horus, và kêu gọi tinh dịch của mình ra để đối chứng, nhưng nó trả lời từ dòng sông, làm vô hiệu lời tuyên bố của ông ta. Sau đó, các vị thần nghe tuyên bố của Horus đã thống trị Seth, và cũng kêu gọi tinh dịch của mình ra, và nó trả lời từ bên trong Seth.
Tuy nhiên, Seth vẫn không chịu quy phục, và các vị thần khác trở nên mệt mỏi từ hơn tám mươi năm chiến đấu và tranh chấp. Horus và Seth thách thức nhau tham dự một cuộc đua thuyền, nơi họ từng đua trong một chiếc thuyền làm bằng đá. Horus và Seth cùng đồng ý, và cuộc đua bắt đầu. Nhưng Horus có một lợi thế: thuyền của ông làm bằng gỗ sơn để trông giống như đá, chứ không phải là đá thật. Trong khi thuyền của Seth, làm bằng đá nặng, chìm, nhưng của Horus thì không. Horus sau đó thắng cuộc đua, và Seth rút lui và chính thức giao ngai vàng của Ai Cập cho Horus. Sau khi Vương quốc mới thành hình, Set vẫn được coi là kẻ cai trị sa mạc và các ốc đảo của nó.
Trong nhiều phiên bản của câu chuyện, Horus và Seth phân chia lãnh thổ với nhau. Sự phân chia này có thể tương đương với bất kỳ một số nhị nguyên cơ bản mà người Ai Cập thấy trong thế giới của họ. Horus có thể nhận được các vùng đất màu mỡ quanh sông Nile, cốt lõi của nền văn minh Ai Cập, trong trường hợp này, Seth được vùng sa mạc cằn cỗi hoặc các vùng đất nước ngoài được liên kết với nó; Horus có thể cai trị trái đất trong khi Seth ngự trên bầu trời; và mỗi vị thần có thể được một trong hai lãnh thổ truyền thống của đất nước, Thượng và Hạ Ai Cập, trong trường hợp đó, mỗi vị thần được liên kết với khu vực của mình. Tuy nhiên, trong Thần học Memphite, Geb, là Thẩm phán, đầu tiên phân chia các lĩnh vực giữa các bên tranh chấp và sau đó đảo ngược chính mình, trao quyền kiểm soát duy nhất cho Horus. Trong liên minh hòa bình này, Horus và Seth hòa giải với nhau, và các nhị nguyên mà họ đại diện được giải quyết thành một tổng thể thống nhất. Thông qua nghị quyết này, trật tự được phục hồi sau cuộc xung đột dữ dội. 
Các nhà Ai Cập học thường cố gắng kết nối cuộc xung đột giữa hai vị thần với các sự kiện chính trị trong lịch sử hoặc tiền sử của Ai Cập. Các trường hợp mà các phe chiến đấu phân chia vương quốc, và các kết nối thường xuyên của cặp Horus và Seth với sự liên minh của Thượng và Hạ Ai Cập, đưa tới ý tưởng hai vị thần đại diện cho một số loại phân chia trong quốc gia. Truyền thống Ai Cập và các bằng chứng khảo cổ học cho biết Ai Cập thống nhất vào đầu lịch sử của nó khi một vương quốc Thượng Ai Cập, ở phía nam, đã chinh phục Hạ Ai Cập ở phía bắc. Các vị vua Thượng Ai Cập gọi chính họ là "tín đồ của Horus", và Horus trở thành vị thần giám hộ của quốc gia thống nhất và các vị vua của nó. Tuy nhiên, Horus và Seth không thể được xem tương đương một cách dễ dàng với hai phần của đất nước này. Cả hai vị thần đã có một số trung tâm giáo phái ở từng vùng, và Horus thường được kết hợp với Hạ Ai Cập và Seth với Thượng Ai Cập. Các sự kiện khác cũng có thể ảnh hưởng tới huyền thoại. Thậm chí trước khi Thượng Ai Cập có một người cai trị duy nhất, hai thành phố chính của nó là Nekhen, ở xa về phía nam, và Nagada, nhiều dặm về phía bắc. Các nhà lãnh đạo của Nekhen, nơi Horus là vị thần bảo trợ, được tin tưởng là người thống nhất Thượng Ai Cập, bao gồm Nagada, dưới sự thống trị của họ. Set được kết nối với Nagada, vì vậy sự xung đột giữa các vị thần phản ánh lờ mờ sự thù nghịch giữa các thành phố trong quá khứ xa xôi. Mãi về sau, vào cuối triều đại thứ hai (c. 2890-2686 TCN), Pharaoh Seth Peribsen sử dụng biểu tượng con vật Set động vật để viết biểu hiệu tên mình thay vì chim cắt đại diện Horus. Người kế nhiệm ông Khasekhemwy dùng Cả Horus và Seth trong biểu hiệu của mình. Bằng chứng này đưa tới giả thuyết là triều đại thứ hai nhìn thấy một cuộc đụng độ giữa những tín đồ vua Horus và những người tôn thờ Seth dẫn đầu bởi Seth Peribsen. Khasekhemwy sử dụng hai biểu tượng động vật đại diện cho sự hoà giải giữa hai phe phái, cũng như độ phân giải của huyền thoại.

### Thần bầu trời
Kể từ khi Horus được cho là bầu trời, ông ta cũng được xem là có chứa mặt trời và mặt trăng. Theo đó, mặt trời là con mắt phải và mặt trăng là con mắt trái của ông, mà đi qua bầu trời, khi ông ta, là một con chim cắt, bay qua nó. Sau đó, lý do làm mặt trăng không sáng như mặt trời được giải thích qua một câu chuyện, có tên là "Những cuộc tranh đấu giữa Horus và Seth. Trong câu chuyện này, Set là thần bảo hộ Thượng Ai Cập, và Horus, người bảo hộ của Hạ Ai Cập, đã chiến đấu dành Ai Cập một cách tàn bạo, không bên nào thắng cả, cho đến cuối cùng các vị thần đứng về phía Horus. Khi Horus cuối cùng chiến thắng, ông được gọi là "Horus Đại đế", nhưng thường được dịch "Horus kẻ cả". Trong cuộc chiến đấu, Set đã mất một hòn dái, giải thích lý do tại sao sa mạc, mà Set đại diện, là vô sinh. mắt trái Horus cũng bị khoét ra, sau đó một con mắt mới được tạo ra bởi một phần của Khonsu, thần mặt trăng, để thay thế.
Horus đôi khi được thể hiện trong nghệ thuật như một cậu bé trần truồng với một ngón tay trong miệng của mình đang ngồi trên một đóa hoa sen với mẹ. Trong hình dạng của một thiếu niên, Horus được nhắc tới là "Horus tốt".

Con mắt của Horus hay Wedjat

Con mắt của Horus là một biểu tượng của Ai Cập cổ đại của sự bảo vệ và quyền lực hoàng gia từ các vị thần, trong trường hợp này từ Horus hay Ra. Biểu tượng được nhìn thấy trên hình ảnh của mẹ Horus, Isis, và các vị thần khác liên quan đến bà. Trong tiếng Ai Cập, từ để chỉ biểu tượng này là "wadjet" (wɟt). Đó là mắt của một trong những vị thần Ai Cập đầu tiên, Wadjet, người sau này được liên hệ với Bastet, Mut và cả Hathor. Wadjet là một vị thần mặt trời và biểu tượng này bắt đầu như con mắt của bà thấy tất cả. Trong tác phẩm nghệ thuật ban đầu, Hathor cũng được miêu tả với con mắt này. Bùa hộ mệnh tang lễ thường được thực hiện theo hình dạng con mắt của Horus. Wedjat hay mắt của Horus là "yếu tố chủ yếu" của bảy vòng đeo tay "vàng, đồ sành, carnelian và lapis" được tìm thấy trên xác ướp của Shoshenq II. Wedjat "có mục đích để bảo vệ nhà vua [ở đây] trong thế giới bên kia"  và để canh chừng quỷ dữ. Thủy thủ Ai Cập và Cận Đông thường vẽ các biểu tượng trên mũi tàu của họ để đảm bảo cuộc đi biển được an toàn.